# Gezicht op de Leuvehaven en de Leuvebrug
Gezicht op de Leuvehaven en de Leuvebrug is een olieverfschilderij van de Nederlandse kunstenaar Jan Hendrik Weissenbruch. Het schilderij is geschilderd op een houten paneel in 1859 en heeft een eiken lijst. Het bevindt zich heden in de collectie van Museum Rotterdam.

## Voorstelling
Het schilderij geeft zich op de Leuvehaven en de Leuvebrug kijkend in noordelijke richting in de 19e eeuw. Achter de witte Leuvebrug bevindt zich nog een witte ophaalbrug, de Kleine Wijnbrug over de Wijnhaven. Achter deze brug staat de koepel van de Lutherse Kerk afgebeeld.
Op de achtergrond, links van de Leuvebrug, de zeevismarkt aan de Blaak met daarachter de Laurenskerk.